# Château de Saint-Geniès (Dordogne)
Pour les articles homonymes, voir Château de Saint-Geniès.
Le château de Saint-Geniès est un château français implanté sur la commune de Saint-Geniès dans le département de la Dordogne, en région Nouvelle-Aquitaine. Il a été édifié aux XIIIe et XVIe siècles.

## Présentation
Le château de Saint-Geniès se situe en Périgord noir, au sud-est du département de la Dordogne, en plein cœur du village de Saint-Geniès. C'est une propriété privée, dont une partie a été aménagée en restaurant.

## Historique
L'ancien château étant détruit, les seigneurs de Saint-Geniès font bâtir au XVIe siècle un nouveau château sur la base d'édifices remontant au XIIIe siècle. Au XVIIe siècle, une tour carrée contenant un escalier à vis est ajoutée. La tour ovale du XVIe siècle est rehaussée en 1912 pour y adjoindre un chemin de ronde et des mâchicoulis.
Les façades et les toitures du château sont classées au titre des monuments historiques par arrêté du 16 mars 1976.

## Architecture
Presque contigu à l'église Notre-Dame de l'Assomption, le château présente un plan en forme de U ouvert à l'ouest.
La tour sud, de forme ovale, est le seul bâtiment pourvu de mâchicoulis. Elle fait saillie sur la petite place située devant l'église. Au nord-ouest une tour carrée, de moindre hauteur, abrite un escalier à vis. Depuis 2008, la façade orientale a été aménagée en restaurant.
Les toits du château sont entièrement recouverts de lauzes. La restauration de la toiture a été effectuée par un artisan dont le savoir-faire a été inscrit à l'Inventaire du patrimoine culturel immatériel en France.
.

## Galerie de photos

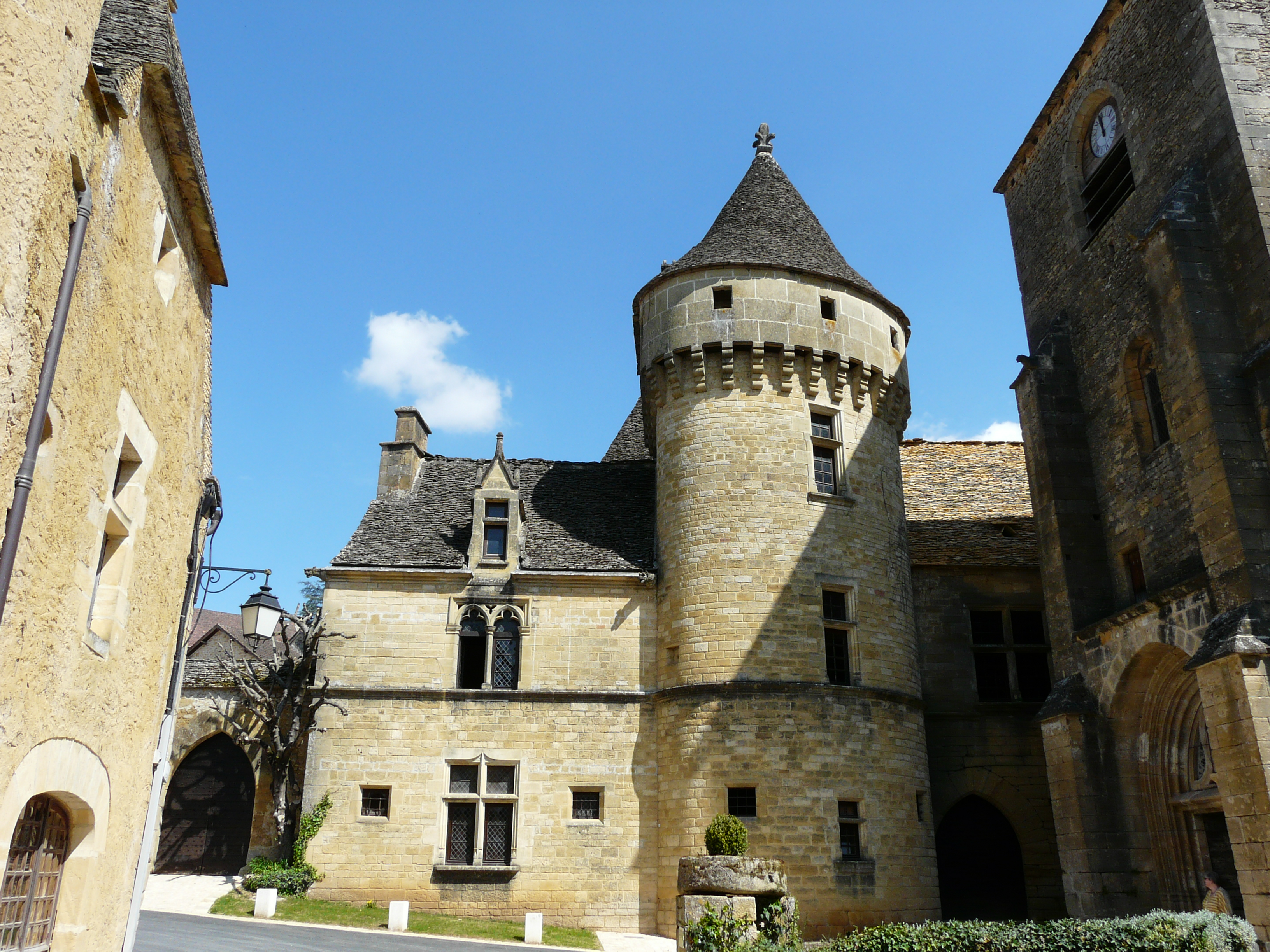
La tour sud et ses mâchicoulis
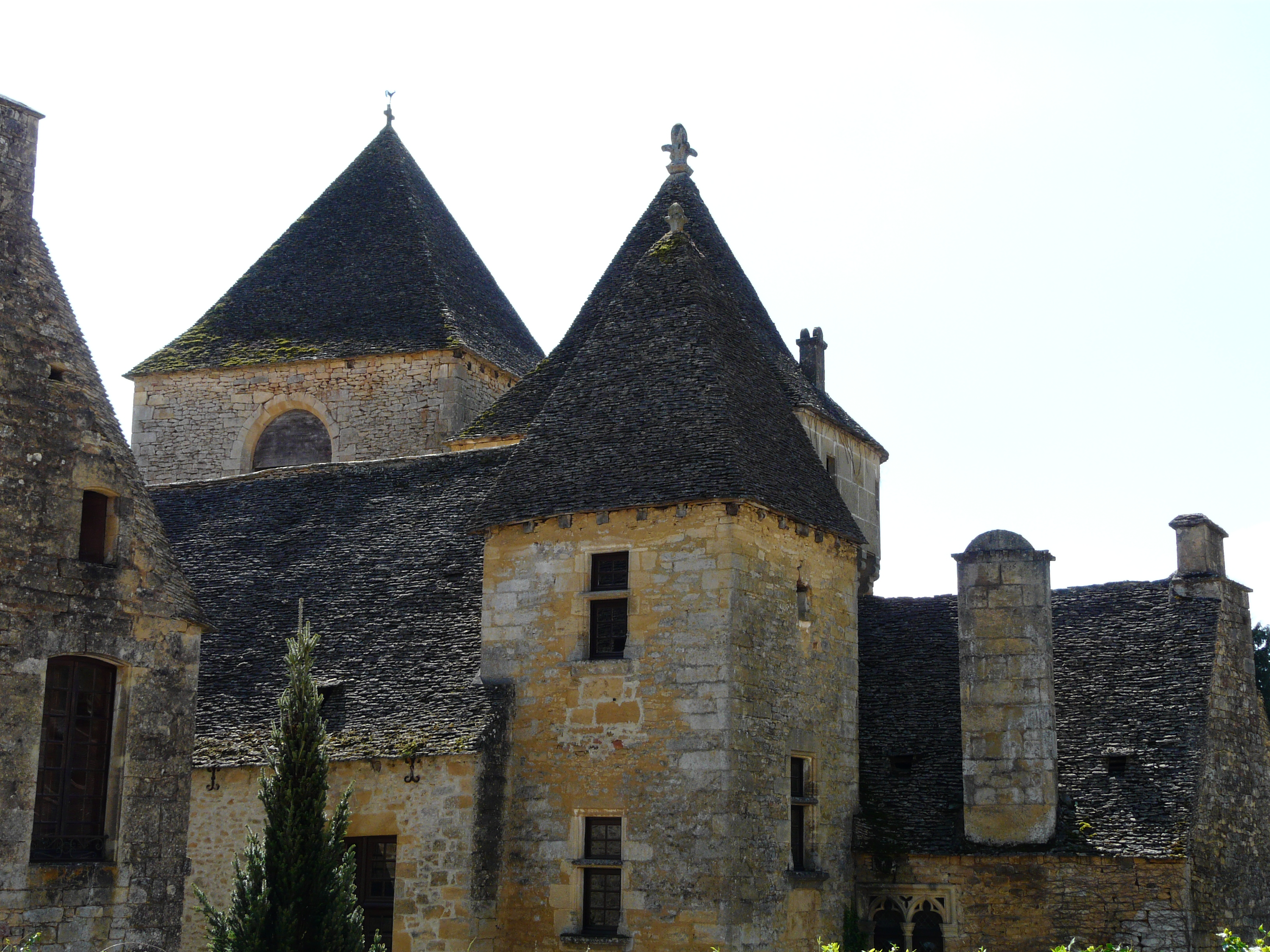
Au premier plan, la tour carrée
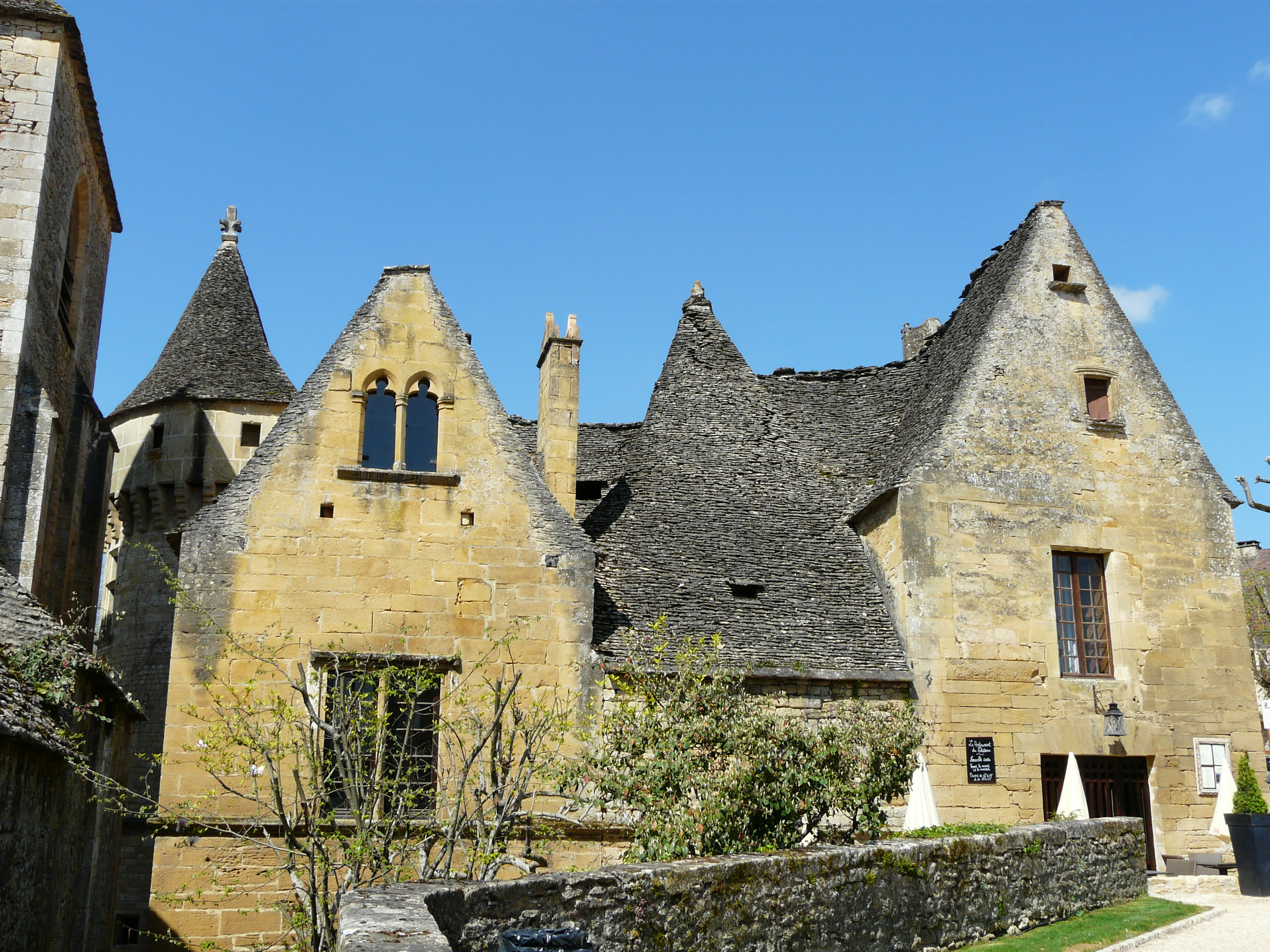
La façade orientale
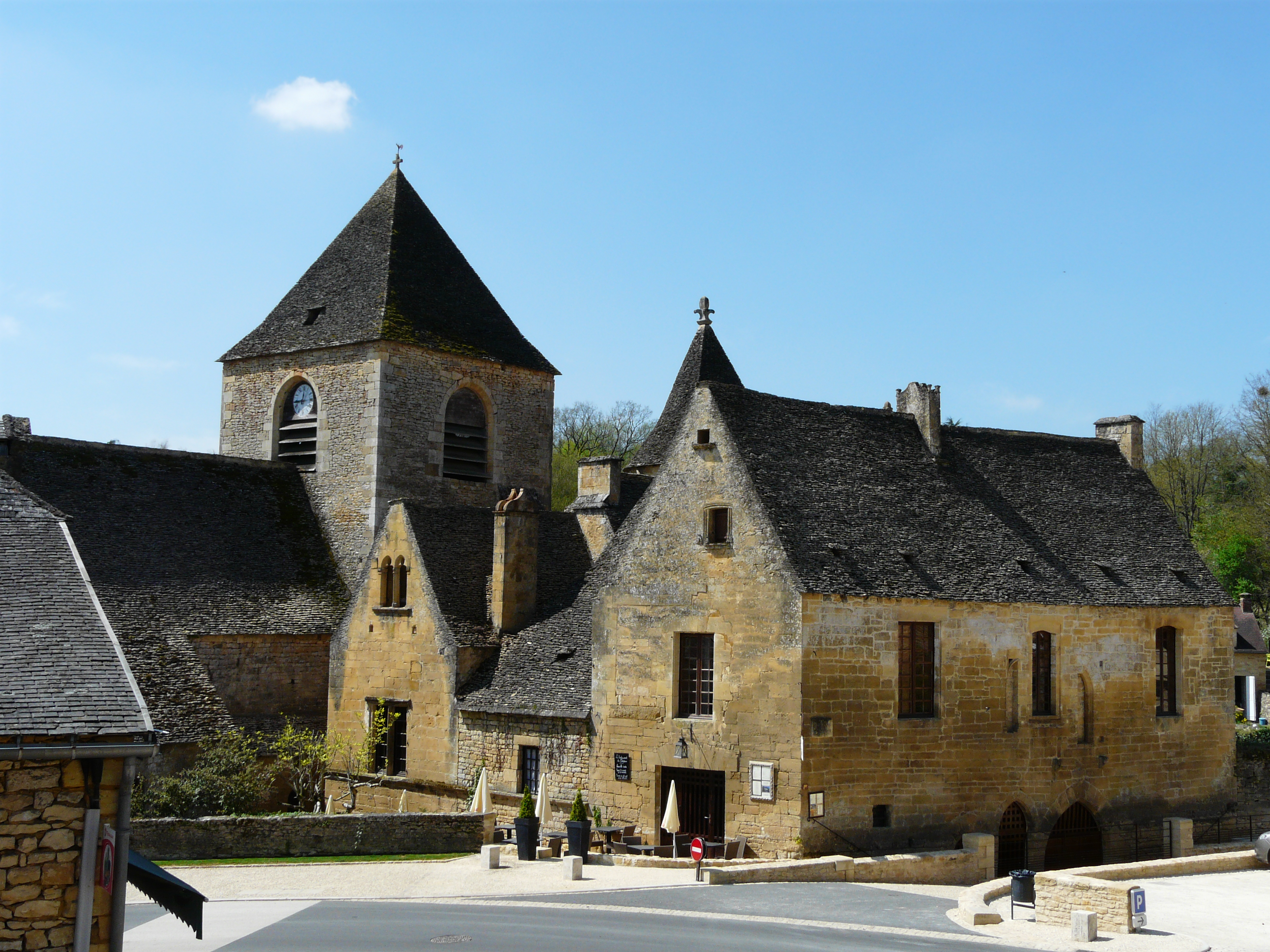
Le château vu du nord-est